# Raymond Cazanave
Raymond Cazanave (Fleury, 23 dicembre 1893 – Caunes-Minervois, 10 ottobre 1961) è stato un fumettista, scrittore e pedagogista francese. È riconosciuto come un grande maestro del bianco e nero, specializzato in atmosfere misteriose. Prima di dedicarsi ai fumetti, ha lavorato per una rivista di francobolli da collezione. Come illustratore, Raymond Cazanave ha fornito storie e illustrazioni prima della guerra, in particolare per Pierrot et Lisette. Le sue serie principali sono apparse dopo la guerra: Prince malgré lui per la rivista Sabord, Le Secret de Monte-Cristo e Le Messager de la reine nel periodico francese l'Intrépide e la rinascita di Bob Corton per la rivista francese Vigor. È noto soprattutto per i disegni di Capitaine fantôme, scritto da Marijac.

## Biografia
Raymond Cazanave, il cui nome completo era Raymond Guillaume Auguste Cazanave, era figlio di Auguste Jean Joseph Cazanave, un maestro di scuola elementare che qualche anno dopo divenne redattore presso la sottoprefettura di Auxerre, dove morì dopo la Grande Guerra. Raymond aveva un fratello scrittore, André Cazanave, autore di "l'épervier sacré" e "la terreur de l'amour", che fece anche carriera come ispettore postale.
Raymond Cazanave studia a Yonne, dove consegue la maturità. Nel 1914 si arruolò nell'esercito. Durante la guerra fu ferito e fatto prigioniero. Nel 1919 sposò Geneviève Marie Robineau, dalla quale ebbe una figlia. Nello stesso anno viene assunto come decoratore alla Société Générale Transatlantique di Saint-Nazaire, dove sviluppa uno stile piuttosto Art Déco, in linea con la moda degli anni Venti.
Nel 1922 si trasferisce a Parigi, dove pubblica le sue prime illustrazioni e caricature su Les Petits Bonshommes, un giornale per bambini diffuso dal 1922 al 1926 in Francia e in Belgio. Pubblica anche su Le Dimanche Illustré, supplemento settimanale del giornale Excelsior, che va dal 1924 al 1944. Nel 1923, sempre su Les Petits Bonshommes, disegna il suo primo fumetto, Cascarin.
Qualche tempo dopo il divorzio, torna ad Auxerre dove diventa giornalista del quotidiano Le Bourguignon. Vi rimane per oltre 10 anni, producendo disegni e strisce a fondo pagina. Nel 1931 incontra la sua seconda moglie e torna a Parigi.
Dal 1938 lavora per Pierrot, un settimanale cattolico per ragazzi pubblicato da Montsouris dal 27 dicembre 1925. Tra il 1938 e il 1939 scrive Les Aventures de Fifrelin, petit journaliste, nonché Le Beau Voyage d'Henri, su sceneggiatura di Jean Mauclère, nel 1941; Le Chevalier Mystère nel 1941 e Boubou le sportif tra il 1941 e il 1942.
Dopo l'invasione della Francia nel 1940, torna a Parigi per continuare la sua attività giornalistica, dedicandosi maggiormente all'illustrazione attraverso il contributo al giornale Lisette, rendendo così nota la sua firma. Su Lisette, settimanale rivolto alle ragazze e pubblicato da Montsouris dal 1921, realizza A Bon Chat bon rat; Bobette, Bobine et Bobby; Les Gaietés de la campagne; Je dis non.
Nel 1946, Raymond Cazanave entra a far parte del giornale Coq Hardi, fondato da Marijac, il cui vero nome era Jacques Dumas, con il quale collabora per la prima volta. Il settimanale Coq Hardi fu lanciato a Clermont-Ferrand nel novembre 1944, subito dopo la Liberazione della Francia, da Marijac, che ne era il direttore. Il giornale e il suo direttore erano stati coinvolti nella Resistenza durante la Seconda Guerra Mondiale: Marijac aveva persino accolto Hergé nella sua casa dopo l'invasione tedesca del Belgio. Raymond Cazanave disegnò Chasse au corsaire e la serie Capitaine Fantôme su sceneggiatura di Marijac. Non abbandona tuttavia l'illustrazione, partecipando a opere come Baba Doul, le pauvre tailleur, Auf Gassen Und Wegen, il Roman d'Oliver Twist di Charles Dickens e Nous partons pour l'Amérique.
Raymond Cazanave collaborò anche con il giornale Vaillant. Fu una delle prime testate ad apparire regolarmente dopo la Liberazione. Inizialmente non fu creato per iniziativa dei comunisti, ma per l'impulso dei giovani che emergevano dalla lotta clandestina e che erano compagni di viaggio dei comunisti del Front Patriotique de la Jeunesse (Fronte Patriottico della Gioventù), legato al movimento di resistenza comunista, il Front National. Inizialmente, nell'ottobre 1944, lanciarono il giornale Le Jeune Patriote, che divenne rapidamente Vaillant con l'aggiunta del sottotitolo vaillant, scelto per evocare il coraggio che ci si aspetta dai giovani. In pratica, però, il giornale era destinato a fare concorrenza al giornale cattolico Cœurs Vaillants, che era stato temporaneamente bandito per aver continuato ad apparire durante l'occupazione. È nel 1947 che Raymond Cazanave entra a far parte di Vaillant, sotto la direzione del caporedattore Jean Olivier, e inizia a produrre fumetti che trattano della Resistenza, un argomento fortemente patriottico alla fine della guerra, quando il primo numero appare il 1º giugno 1945, come Fifre di Valmi e alcune pagine di Fifi, gars du maquis, subentrando ad Auguste Liquois.
Dopo un breve periodo in Cap’taine sabord (Prince malgré lui  dal 1947 al 1948, pubblicato da Chagor), realizza fumetti per King Kong (le Vautour de minuit nel 1948) e poi entra a far parte de L'Intrépide. L'Intrépide era un settimanale creato dalla Société Parisienne d'Edition (SPE) dei fratelli Offenstadt nel 1910. Si trattava tendenzialmente di un settimanale che trattava fumetti d'avventura e storie storiche. Raymond Cazanave produsse successivamente Rocambole, la storia di un ispirato criminale basata sul film di J. de Baroncelli del 1948-1949, nonché Le secret de Monte-Cristo (basato sul film di A. Valentin, adattato da George Fronval nel 1949), Le messager de la reine nel 1949-1950 per Del Duca, La course au milliard su testo di Montaubert nel 1951-1954, Surcouf su testo di J. Prado nel 1951 e Sabre au clair! su testo di L. Bornert nel 1952.

### Uno stile in evoluzione
Raymond Cazanave è un fumettista straordinario, ammirato da molti. È riconosciuto come il grande maestro del nero e delle ombre, delle atmosfere misteriose. Lo conferma un breve articolo a lui dedicato, in cui il giornale Coq Hardi lo descrive come "uno dei rari artisti in grado di creare un'atmosfera di inquietudine e di sospetto semplicemente utilizzando forme spettrali ".
Raymond Cazanave non era un semplice disegnatore conforme al freddo stile accademico. Il suo tratto era un po' pesante, a volte caricaturale, e indubbiamente mancava di precisione e accuratezza. Ma la sua grafica, spesso imperfetta, era in grado di trasmettere con più forza espressioni o sentimenti, perché gli era permesso di accentuare o distorcere in un modo che i classici puri non avrebbero rischiato. Il risultato era una grafica ampiamente convincente ed efficace nel suo significato. Nonostante questa imprecisione, la sua grafica è comunque piacevole alla vista e ampiamente espressiva.
Il suo disegno può quindi sembrare arcaico e superato rispetto ai grafici di oggi, ma conserva ancora il suo fascino, ed è superbo nelle storie a sfondo storico, grazie alle sue atmosfere cupe, che si sposano perfettamente con serie come Capitaine Fantôme o Le Secret de Monte-Cristo. In effetti, l'autenticità storica è importante per R. Cazanave, che ricrea minuziosamente costumi e ambientazioni. Ci porta nel mondo del bucaniere violento e nell'atmosfera ovattata della Francia del XIX secolo.
I disegni di Cazanave sono il più possibile fedeli ai contorni dell'epoca, dimostrando un vero talento per la fotografia, per non dire per l'archeologia. È evidente il lavoro di documentazione e ricerca intrapreso dall'autore per dare al suo disegno una "verosimiglianza" sia in termini di dettagli che di significato storico.
Il suo stile si è evoluto nel corso della sua carriera, attingendo alla sua pluriennale esperienza di lavoro per diversi giornali, sia nell'illustrazione che nel fumetto. Agli inizi, prima della guerra, il suo stile seguiva i tempi, anche se a volte precedeva gli sviluppi del fumetto, portandolo a forgiare abbastanza rapidamente uno stile molto personale. Da un'influenza Art Déco, il suo stile si è evoluto in un realismo molto nero nel dopoguerra, attraversando un periodo di incubazione. In Coq Hardi, ad esempio, Raymond Cazanave completò Chasse aux Corsaires, una storia di guerra in cui adottò gradualmente la grafica dei giochi d'ombra. Ed è con Capitaine Fantôme che ritorna al tratteggio.
È evidente il lavoro di documentazione e ricerca intrapreso dall'autore per dare al suo disegno una "verosimiglianza" sia in termini di dettagli che di significato storico. All'epoca era all'apice delle sue capacità e conferiva alle sue illustrazioni un'atmosfera inquietante, persino morbosa.
Provenendo da una formazione di illustratore, aveva anche un certo senso dell'impaginazione, che si nota in particolare nello Chevalier Mystère pubblicato in Pierrot. Dopo la guerra, adottò un'impaginazione classica, senza dubbio a causa dei vincoli imposti dagli editori, che non gli permettevano di esprimersi come avrebbe voluto. Ne l'Intrépide, ad esempio, era soggetto alle sei strisce regolamentari per pagina e a un certo numero di vignette stabilite da Del Duca.
Il talento di Raymond Cazanave, grande scrittore, è quindi molto vario. Che si tratti di umorismo caricaturale o di storie di bucanieri, ha creato uno stile grafico originale e incomparabile. E sebbene la sua produzione sia modesta, è comunque consistente e vale la pena di guardarla.

### Capitaine Fantôme: l'apice della carriera di Cazanave
Nel dopoguerra, i lettori di fumetti sognavano viaggi lontani, avventure esotiche ed eroi colorati. Le storie di filibustieri come Capitaine Fantôme rispondevano a tutti questi criteri, oltre che a una ventata di libertà ispirata dall'idea di un oceano immenso. Negli anni Cinquanta, diversi autori si ispirarono alla serie di Cazanave, con eroi come il Capitaine Cormoran di Nortier e Gillon nel giornale Vaillant, il Capitaine Tornade di Claude-Henri in Zorro e Surcouf di in Spirou.
La serie del Capitaine Fantôme iniziò nel 1946 sul numero 10 del giornale Coq Hardi, creato dopo la Liberazione da Marijac, che scrisse le sceneggiature per Cazanave, che aveva appena esordito al giornale con un racconto intitolato La Chasse aux corsaires.
Sebbene il cattivo della storia abbia dato il nome alla serie, il vero eroe fu il cavaliere Jean De Veyrac, che assunse il nome di Capitano Centauro per combattere il crudele e sanguinario pirata. La storia segue l'assassinio del ricco esportatore Carlos Cavaleros, seguito dal rapimento della figlia Juanita, che viene presa da Capitan Fantasma per essere venduta come schiava. È a questo punto che il giovane cavaliere decide di inseguire Capitan Fantasma sia in mare che sulla terraferma, in particolare in Giamaica.
In questa serie, Cazanave firma il suo più grande capolavoro, utilizzando retini e strisce, oltre a una linea nera che enfatizza per creare più mistero.
Nel doppio album Capitaine Fantôme pubblicato da Glénat in occasione del 30º anniversario della casa editrice, Marijac ha scritto la prefazione e parla di Raymond Cazanave: "Ho un ricordo molto bello di Cazanave e lo colloco tra i migliori specialisti del fumetto con cui ho lavorato: Poivet, Forest, Duteurtre, Gloesner, Le Rallic, Kline, Mathetot, Calvo, Marin, Gaty... Essendo io stesso un disegnatore, ho sempre cercato gli artisti che meglio si adattavano alle mie sceneggiature: Cazanave è stato uno dei migliori".

### Una carriera tardiva tormentata dalla censura (anni '50)
Negli anni Cinquanta, Raymond Cazanave si rivolge a una stampa più adulta. Collabora saltuariamente alla rivista Pigalle con il sottotitolo "le digest galant", un mensile di pin-up creato il 28 agosto 1950 dalle Éditions du Trapèze di Lione sotto la direzione di Fernand Nugue. La rivista pubblicava foto di nudo e articoli sulle novità letterarie e cinematografiche.
Nel 1953, Cazanave si dedicò al mensile Paris Paradise, lanciato il 10 febbraio 1953 dopo che la rivista Beauté era stata vietata nel 1952 dalle Éditions As. Il primo numero fu lanciato il 17 febbraio 1953 sotto la direzione di Pierre Ulysse in un formato più piccolo, lasciando spazio solo alle notizie e alle foto di pin-up. A partire dal numero 6 vengono pubblicati i fotoromanzi e, a seguire, i fumetti, in particolare il racconto Le Secret de Luc Vermont, una storia di moschettieri circondati da giovani donne nude che viene pubblicata dal numero 3 al numero 7.
Nel 1954 contribuisce alla rivista Paris Cocktail e Paradise pubblicata dalle Éditions As, lanciata il 22 dicembre 1954 come seguito di Paris Paradise, sempre sotto la direzione di Pierre Ulysse e poi di Mme S. Robolin dal numero 52. Cazanave realizza un fumetto poliziesco, La Villa des Mystères, pubblicato dal numero 26 al numero 31.

### Opere ritenute troppo osé e censurate
Nello stesso anno della sua creazione, la rivista Pigalle ebbe problemi di censura. Il 31 marzo 1950, la Commission de Surveillance et de Contrôle chiese il ritiro della rivista, ma l'editore continuò a pubblicarla fino al numero 16, pubblicando un editoriale nel numero 12 in cui esprimeva il suo fastidio per la censura della sua rivista.
Il 28 ottobre 1954, la Commission de Surveillance et de Contrôle chiede la messa al bando della rivista Paris Cocktail et Paradise. Tuttavia, la rivista continuò ad apparire fino al numero 75, diventando Paris Cocktail dal numero 58 per evitare la sospensione.

### Riconoscimento qualificato a posteriori
Raymond Cazanave è considerato da alcuni uno dei migliori fumettisti del periodo 1945-1955, quando si sviluppò una vera e propria scuola francese di fumetti. Tuttavia, è ancora largamente sconosciuto, anche agli appassionati di fumetti. Secondo Ange Tomaselli, Cazanave non è stato riconosciuto per il suo vero valore. Le sue qualità di artista sono evidenti, ma è uno di quei fumettisti snobbati e generalmente ignorati.
Quando morì, nessuno dei media ne parlò e per trent'anni nessuno alzò il velo sulla sua carriera, a parte qualche nota e rari articoli. Nel 1991, un dossier pubblicato su Le Collectionneur de bandes dessinées ha permesso di riscoprire l'uomo e la sua opera.

## Opere
- Le Messager de la Reine, Éditions Mondiales, Grandes aventures, 1950.
- Le Capitaine Fantôme: Tome 1: Capitaine Fantôme, Éditions Glénat, collection Bdécouvertes, 1976.
- Le Capitaine Fantôme: Tome 2: Le Vampire des Caraïbes, éditions Glénat, collection Bdécouvertes, 1977.

Questa serie è stata oggetto di un doppio album pubblicato da Glénat nel 1999 in occasione del 30º anniversario della casa editrice.
- Les Mystères de Paris, Volume 1, Prifo, Les grands succès de la bande dessinée, 1977.
- Les Mystères de Paris, Volume 2, Prifo, Les grands succès de la bande dessinée, 1977.

### Opere generali sul fumetto
- Alain Beyrand, Catalogue encyclopédique des bandes horizontales françaises dans la presse adulte de 1946 à 1975 de Lariflette à Janique Aimée, Angoulême, Pressibus, 1995, 960 p.
- Henri Filippini, Dictionnaire encyclopédique des héros et auteurs de BD, Grenoble, Glénat/Opera mundi, 1998-2000, 731 pp.
- Patrick Gaumer, "Cazanave, Raymond", in Dictionnaire mondial de la BD, Paris, Larousse, 2010 ISBN 9782035843319, p. 158-159.
- Bernard Joubert, Dictionnaire des livres et journaux interdits par arrêtés ministériels de 1949 à nos jours, Paris, Éditions du Cercle de la librairie, 2007, 1213p.

### Recensioni
- Alain Beyrand, "Raymond Cazanave", Hop, n. 18, ottobre 1997, pp. 49–51
- Alain Beyrand, "R. Cazanave", "Vous avez dit: Cazanave!!!", "Le grenier à B.D. de Hop!", Hop, n. 70, dicembre 1978, pp. 5–24
- Antoine Sausverd, Léonard de Sa, "Hommage à Cazanave", Le Collectionneur de Bandes dessinées, n. 68, autunno 1991, pp. 22–27
- Antoine Sausverd, Léonard de Sa, "Addenda Raymond Cazanave", Le Collectionneur de Bandes dessinées, n. 70, estate 1992, p. 43

| Controllo di autorità | VIAF (EN) 44296518 · ISNI (EN) 0000 0000 7974 2998 · BNF (FR) cb118956681 (data) |